# 毛柱铁线莲
麦氏铁线莲（学名：Clematis meyeniana），又名毛柱铁线莲，为毛茛科铁线莲属下的一个种。

## 扩展阅读
- 維基物種上的相關：麦氏铁线莲